# Sól Reineckego
Sól Reineckego, NH4[Cr(NCS)4(NH3)2] – nieorganiczny związek chemiczny, sól kompleksowa chromu na +3 stopniu utlenienia. Po raz pierwszy została opisana w roku 1863 przez Alberta Reineckego.

## Budowa cząsteczki
Budowa cząsteczki została ustalona w roku 1955 za pomocą badań rentgenograficznych. Jest ona izomerem trans o strukturze oktaedrycznej. Chrom stanowi centrum koordynacyjne, do którego przez atomy azotu wiążą się 4 liniowe aniony izotiocyjanianowe ([N=C=S]−) w położeniach ekwatorialnych, natomiast w położeniach aksjalnych przyłączone są dwie cząsteczki amoniaku (NH3). Chrom w soli Reineckego znajduje się na III stopniu utlenienia i zawiera trzy elektrony na orbitalu d. Anion kompleksowy ma wysokospinową konfigurację elektronową typu t2g, a jego magnetyczny moment dipolowy wynosi 3,88 μB.

## Otrzymywanie
Sól Reineckego można otrzymać w reakcji częściowo stopionego tiocyjanianu amonu z dichromianem amonu w temperaturze 145–160 °C:
(NH4)2Cr2O7 + NH4SCN → NH4[Cr(NCS)4(NH3)2] + inne produkty
Reakcja ma dość gwałtowny przebieg, w trakcie procesu wydziela się gazowy amoniak. Jest to wewnątrzcząsteczkowa reakcja redoks zachodząca w dichromianie. Po przerobie wodnym sól Reineckego wydziela się przez krystalizację z surowego roztworu wodnego w postaci monohydratu. Produktem ubocznym procesu jest sól Morlanda, tj. diaminatetratiocyjanianochromian(III) guanidyny.
Zamiast dichromianu amonu stosować można też dichromian potasu (oryginalnie użyty przez A. Reineckego).

## Właściwości spektroskopowe i fizykochemiczne

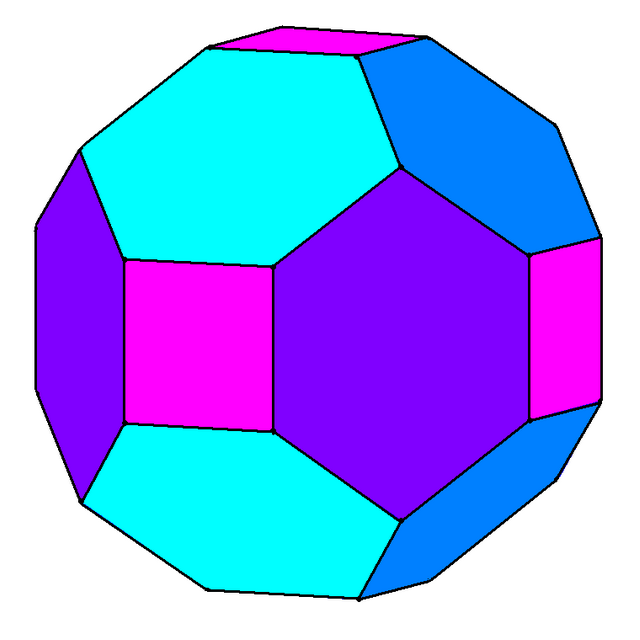
Kształt kryształu soli Reineckego

Jest to ciemnoczerwony związek krystaliczny rozpuszczalny w gorącej wodzie. Słabo rozpuszcza się w chłodnej wodzie, natomiast dobrze w alkoholu. W temperaturze pokojowej rozkłada się przez okres ok. 2 tygodni, natomiast rozpad gwałtowny następuje w temp. 65 °C. Kryształy mają kształt dziesięciościanu rombowego skombinowanego z sześcianem. Jest nietrwały fotochemicznie i dlatego należy chronić go przed dostępem światła. W przeciwnym wypadku jony tiocyjanianowe ulegają ilościowej fotosubstytucji przez cząsteczki wody. W roztworze wodnym lub alkoholowym ulega powolnemu rozkładowi z wydzieleniem gazowego cyjanowodoru i związku nadającego roztworowi niebieskie zabarwienie.

Symulacja widma UV-Vis etanolowego roztworu soli Reineckego (C=0,005 M, l=1 cm)

W widmie UV-Vis można zaobserwować dwa pasma absorpcji przejść d-d o niskiej intensywności, usytuowanych dość blisko siebie. Trzecie pasmo winno być widoczne w bliskim nadfiolecie, lecz zostaje przykryte przez szerokie, intensywne pasmo przejścia CT. Przejścia te to w rzeczywistości przejścia pomiędzy termami:
- 4A2g (F) → 4T2g (F)
- 4A2g (F) → 4T1g (F)
- 4A2g (F) → 4T1g (P)

Charakterystyka spektralna wykazuje, że przejście nr 1 zachodzi przy długości fali λ=522 nm (ε=105). Drugie przejście następuje przy λ=396 nm (ε=83). Ostatnie przejście powinno zachodzić w bliskim nadfiolecie (λ=310 nm), jednak zostaje przykryte przez pasmo przejścia charge-transfer.

## Zastosowania
Sól Reineckego i jej pochodne są wykorzystywane w chemii analitycznej głównie do oznaczania metali np. Au, Ag, Hg, Cu, Co lub Fe. Ponadto stosuje się ją do rozdziału niektórych zasad organicznych i aminokwasów oraz do ich ilościowego oznaczania. W reakcjach pierwszo- i drugorzędowych amin, stosuje się ją jako czynnik strącający. W farmacji wykorzystuje się ją jako odczynnik biochemiczny do analizy leków i produkcji antybiotyków. Znajduje także zastosowanie w przemyśle, głównie w fotografii. Sól potasowa jest także używana jako aktynometr.